# Enfrontaments entre Armènia i l'Azerbaidjan de 2022
Els enfrontaments entre Armènia i l'Azerbaidjan de 2022 van ser una sèrie d'enfrontaments que va esclatar entre les tropes armènies i azerbaidjaneses en el dia 12 de setembre de 2022 al llarg de la frontera entre Armènia i l'Azerbaidjan. Aquests fets van suposar una important escalada en la crisi fronterera entre Armènia i l'Azerbaidjan de 2021-2023, i va provocar prop de 300 morts i desenes de ferits en tots dos bàndols fins al 14 de setembre. Almenys 204 militars armenis van morir o van desaparèixer, segons un informe del primer ministre armeni, Nikol Paixinian. L'Azerbaidjan va reconèixer 80 baixes entre les seves forces, la qual cosa eleva el nombre total de morts a almenys 284.
Diverses fonts de tercers van comentar que l'Azerbaidjan havia llançat un atac contra posicions dins d'Armènia. El Ministeri de Defensa armeni va declarar que l'Azerbaidjan havia atacat posicions armènies prop de les ciutats de Vardenis, Gorís, Sotk i Djermuk amb artilleria i armes pesants i que havia ocupat algunes zones del seu territori, la qual cosa va ser confirmat posteriorment per imatges de satèl·lit de la NASA. El Ministeri de Defensa azerbaidjanès va declarar que Armènia havia realitzat «provocacions a gran escala» prop de les regions de Dashkasan, Kalbajar i Lachin i que s'havia pres una mesura per a impedir que els militars armenis minessin les carreteres de subministrament pròximes a les posicions de l'exèrcit azerbaidjanès a la frontera;⁣ a continuació, l'Azerbaidjan va capturar múltiples altures estratègiques a la regió fronterera dins d'Armènia.
El 13 de setembre, Rússia va dir que havia mediat en un alto el foc, però totes dues parts van confirmar que s'havia trencat minuts després d'entrar en vigor. El 14 de setembre, Armènia i l'Azerbaidjan van negociar un nou alto el foc. Els enfrontaments van esclatar poc després que Rússia sofrís greus revessos en la contraofensiva de Khàrkiv durant la invasió d'Ucraïna, la qual cosa va afeblir la seva projecció de forces al Caucas.
Després d'una reunió entre els dirigents de l'Azerbaidjan i Armènia per invitació del president de França i del president del Consell Europeu, es va desplegar una missió civil d'observació de la UE, composta per quaranta persones, en el costat armeni de la frontera (l'Azerbaidjan no va permetre l'accés al seu costat) i s'enviarà a Armènia una missió d'avaluació de necessitats de l'OSCE.